# Niels Andersen (skytte)
|  | For andre personer med samme navn, se Niels Andersen. |
Niels Andersen (født 14. maj 1867 i Skibinge, død 9. oktober 1930 i Hyllinge) var en dansk konkurrenceskytte og OL-deltager ved legene i 1908 og 1912. Han var medlem af Præstø Amts Skytteforening.
Ved legene i London i 1908 deltog han i riffelskydning, 300 m, tre positioner for hold, hvor de seks danske skytter blev nummer fire med 4.543 point, samt i militærriffel på seks forskellige distancer, ligeledes for hold. Her blev de seks danskere nummer otte og sidst af de hold, der gennemførte konkurrencen. Ved legene i Stockholm i 1912 vandt han bronze i riffelskydning, 300 m, tre positioner for hold og blev nummer otte i militærrriffel på fire forskellige distancer, denne gang blandt ti hold.